# Melanagromyza pseudograta
Melanagromyza pseudograta är en tvåvingeart som beskrevs av Spencer 1977. Melanagromyza pseudograta ingår i släktet Melanagromyza och familjen minerarflugor. Inga underarter finns listade i Catalogue of Life.